# West Carroll Parish
West Carroll Parish is een parish in de Amerikaanse staat Louisiana.
De parish heeft een landoppervlakte van 931 km² en telt 12.314 inwoners (volkstelling 2000). De hoofdplaats is Oak Grove.